# Astrea (zoologia)
Astrea Lamarck, 1801 è un genere di madrepore della famiglia
Merulinidae.

## Tassonomia
Comprende le seguenti specie:
- Astrea annuligera Milne Edwards & Haime, 1849
- Astrea curta Dana, 1846
- Astrea devantieri (Veron, 2000)
- Astrea rotulosa (Ellis & Solander, 1786)